# Lijst van operazangers
Dit is een lijst van operazangers en -zangeressen. Bekende operazangers en -zangeressen zijn alfabetisch opgenomen op familienaam.

## A
- Charles Aerts
- Roberto Alagna
- Walter Amtrup
- Francisco d'Andrade
- Karin van Arkel
- Désirée Artôt
- Arleen Augér
- Olga Averino

## B
- Marco Bakker
- Agnes Baltsa
- Cecilia Bartoli
- Jules Bastin
- Hermann Becht
- Teresa Berganza
- Carlo Bergonzi
- Giuliano Bernardi
- Olga Bezsmertna
- Jussi Björling
- Thomas Blondelle
- Andrea Bocelli
- Nini de Boël
- Fortunio Bonanova
- Stefania Bonfadelli
- Peter Bording
- Vina Bovy
- Rúni Brattaberg
- John Bröcheler
- Gré Brouwenstijn
- Renato Bruson

## C
- Montserrat Caballé
- Maria Callas
- Emma Calvé
- Cora Canne Meijer
- Piero Cappuccilli
- Natale De Carolis
- Willy Caron
- José Carreras
- Enrico Caruso
- Michael Chance
- Boris Christoff
- Anselmo Colzani
- Franco Corelli
- Fiorenza Cossotto
- Koen Crucke

## D
- José van Dam
- Diana Damrau
- Lisa Della Casa
- Jan Derksen
- Ema Destinnová
- Sylvain Deruwe
- Cristina Deutekom
- Liesbeth Devos
- Giuseppe di Stefano
- Ghena Dimitrova
- Plácido Domingo

## E
- Max van Egmond
- Anne Evans

## F
- Jean-Baptiste Faure
- Priscilla van der Feen
- Kathleen Ferrier
- Bernarda Fink
- Joseph Fischer
- Dietrich Fischer-Dieskau
- Kirsten Flagstad
- Renée Fleming
- Juan Diego Flórez
- Mirella Freni
- Ferruccio Furlanetto

## G
- Armando Gama
- Nicolai Gedda
- Diet Gerritsen
- Angela Gheorghiu
- Nicolai Ghiaurov
- Beniamino Gigli
- Tito Gobbi
- Wiebke Göetjes
- Christel Goltz
- Rita Gorr
- Kathryn Grayson
- Edita Gruberová

## H
- Håkan Hagegård
- Thomas Hampson
- Barbara Hendricks
- Germaine Hoerner
- Robert Holl
- Marilyn Horne

## I
- Róbert Ilosfalvy

## K
- Caroline Kaart
- Hans Kaart
- John van Kesteren
- Oreste Kirkop
- René Kollo
- Miranda van Kralingen
- Alfredo Kraus
- Tania Kross
- Emmy Krüger

## L
- Eva Lind
- Jenny Lind
- Christa Ludwig

## M
- Carla Maffioletti
- Maria Malibran
- Laura Macrì
- Charlotte Margiono
- Waltraud Meier
- Lauritz Melchior
- Arnold van Mill
- David Miller
- Sherrill Milnes
- Nelly Miricioiu
- Anna Moffo
- Mario del Monaco
- Grace Moore
- Robert Mosley

## N
- Jard van Nes
- Anna Netrebko
- Jessye Norman
- Leo Nucci

## O
- Magda Olivero
- Anne Sofie von Otter

## P
- Rolando Panerai
- Marc'Antonio Pasqualini
- Claudia Patacca
- Luciano Pavarotti
- Juan Pons
- Henk Poort
- Paul Potts
- Leontyne Price

## R
- Ruggero Raimondi
- Samuel Ramey
- Margriet van Reisen
- Katia Ricciarelli
- Anton de Ridder
- Manuel Patricio Rodríguez García
- Anneliese Rothenberger

## S
- Marie Sasse
- Nico Schaap
- Cornelis Schell
- Tito Schipa
- Rudolf Schock
- Mirjam Schreur
- Elisabeth Schwarzkopf
- Renata Scotto
- Irmgard Seefried
- Marcella Sembrich
- Senesino
- Raymonde Serverius
- Beverly Sills
- Giulietta Simionato
- Sirppa Sivori-Asp
- Fjodor Sjaljapin
- Bo Skovhus
- Ernst Daniël Smid
- Jos Serluppens
- Gérard Souzay
- Giuseppe di Stefano
- Christianne Stotijn
- Joan Sutherland
- Cheryl Studer
- Set Svanholm

## T
- Kees Taal
- Kiri Te Kanawa
- Renata Tebaldi
- Bryn Terfel
- Simon van Trirum

## U
- Dawn Upshaw

## V
- Jan Verbeeck
- Renaat Verbruggen
- Elisabeth Verlooy
- Shirley Verrett
- Jon Vickers
- Rolando Villazón
- Francisco Viñas
- Gerrit Visser

## W
- Eva-Maria Westbroek
- Amira Willighagen
- Gösta Winbergh
- Wolfgang Windgassen
- Fritz Wunderlich

## Z
- Cornélie van Zanten